# Hans Jacobsen
Hans Jacobsen (født 29. november 1938 på Bakka i Glyvrar, Færøerne, død 17. december 2011), også kendt som Hans á Bakka, var entreprenør og stifter af Færøernes største lakseopdrætsvirksomhed, Bakkafrost. Bakkafrost har i dag udviklet sig til at være en af de største fiskeopdrætsvirksomheder i verden.

## Baggrund
Hans Jacobsen blev født i Glyvrar den 29. november 1938 i et hjem med 5 søskende, tre brødre og to søstre. Familien havde boet i området i 16 generationer tilbage til 1600-tallet. Området i bygden Glyvrar ved Skålefjorden på Østerø, hvor Jacobsen blev født, kaldes »Bakka«, af hvilken grund han fik kaldenavnet Hans á Bakka.
Efter børneskolen i den lille bygd gik Jacobsen videre til den Færøernes Folkehøjskole, hvor den færøske poet Símun av Skarði var rektor og lærer. Da Jacobsen var færdig med højskolen valgte han at rejse til Danmark for at studere på handelshøjskolen Købmandshvile i Rungsted.
Familien Jacobsen havde i mange generationer haft handelen i bygden Glyvrar. Forældrene, Johan Hendrik Jacobsen og Jútta Jacobsen, havde et tørrehus til at tørre saltfisk i, men i 1960'erne var de traditionelle tørrehuse omkring på Færøerne ved at blive erstattet af moderne fiskefabrikker, og tørrehuset i Bakka måtte også lukke. Da Hans Jacobsen vendte tilbage til Færøerne fra sit ophold i København måtte han derfor finde andet arbejde end hvad hans forældre kunne tilbyde.

## Karriere
De fleste, som var bosatte i bygderne langs med Skålefjorden, beskæftigede sig med sild, og på Bakka havde man allerede i 1912 bygget et ishus for at kunne holde silden kølig hele året rundt. Efter at der i mange år havde været småt med sild, begyndte fiskerne i 1967 igen at fiske sild i Skålefjorden.
I 1968 da Hans Jacobsen var 29 år gammel startede han sammen med brødrene Roland og Martin Jacobsen en fiskevirksomhed som producerede færdigvarer af sild. De byggede deres første fabrik på Bakka i Glyvrar, og firmaet fik navnet Bakkafrost.
I 1972 byggede Bakkafrost en ny fabrik, og begyndte at producere flere færdigvarer fra sild, og producerede nu også sild i dåse. Vodskibene landede nu fisk direkte til fabrikken på Bakka. Hans Jacobsen og brødrene forsøgte sig med opdræt af hvilling, fladfisk, og sortmundet kutling, men i 1979 begyndte med lakseopdræt, og i 1986 opkøbte de virksomheden Faroe Salmon.
I 1989 gav Jacobsen direktørstillingen videre til sin søn, Regin Jacobsen. Regin Jacobsen havde på det tidspunkt været økonomichef i virksomheden siden 1982, hvor han var 16 år.
Fra 1990 - 2007 var Hans Jacobsen bestyrelsesformand for Bakkafrost, og derefter menigt bestyrelsesmedlem til 2010.
Hans kone og børn er i dag den rigeste familie på Færøerne og blandt de 100 rigeste i det danske kongerige.

## Anden aktivitet
Hans Jacobsen var meget involveret i lokalsamfundet, og var blandt andet medlem af byrådet i Runavíkar kommuna i 12 år, og havde også andre bestyrelsesposter i lokalsamfundet.
Jacobsen var en meget religiøs mand, og var aktiv i troslivet i lokalsamfundet. Han var med til at få bygget det lokale missionshus, var kordegn i kirken, og var senere også med til at stifte en frikirke på Skålefjorden.

## Link
- Bakkafrost.com